# Abbazia di Mont-Saint-Michel
L'abbazia di Mont-Saint-Michel è un noto complesso abbaziale e storica meta di pellegrinaggi costruita sul Mont Saint-Michel, particolare isolotto roccioso che spunta dalla Manica di fronte alla costa della Normandia. Famoso luogo di influenza delle maree è uno dei centri turistici più visitati della Francia e sede di un grande complesso gotico che le hanno meritato l'iscrizione alla lista del Patrimonio dell'Umanità promossa dall'UNESCO.

## Storia

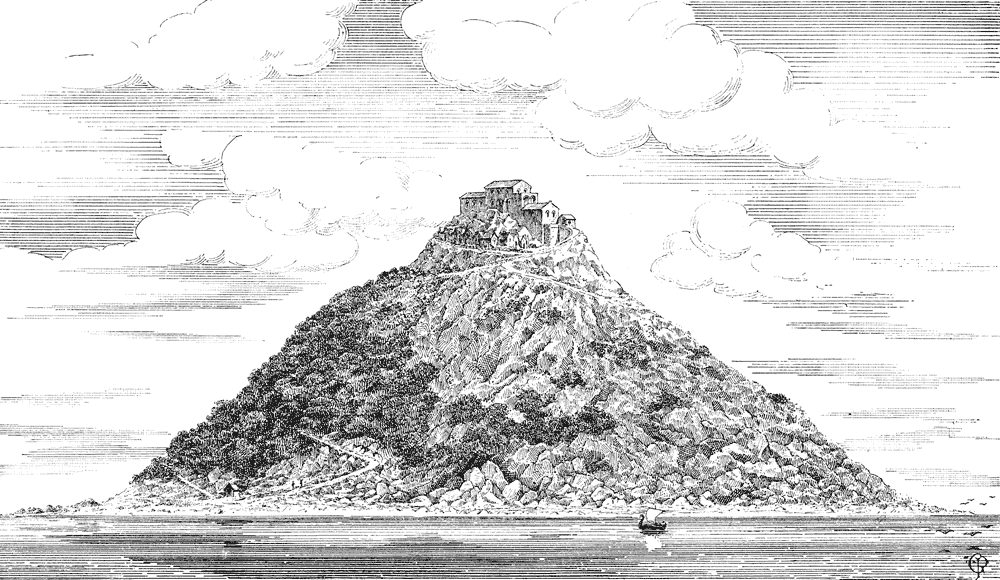
Vista del Mont Saint Michel alla fine del X secolo (incisione del 1910 di Paul Gout).

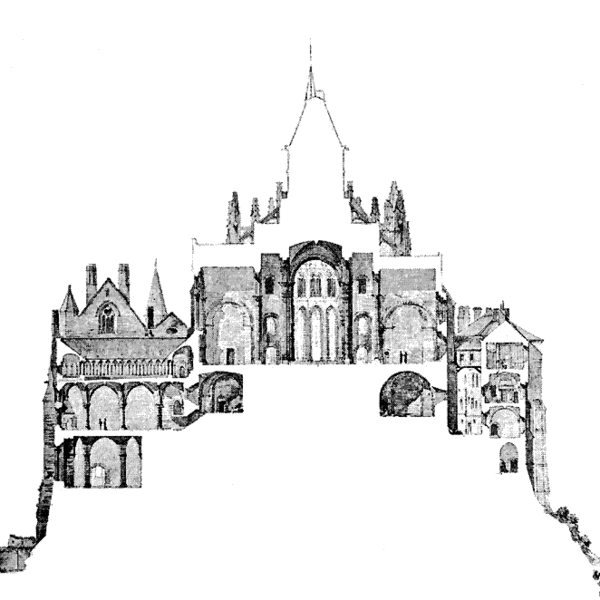
Sezione dell'abbazia nel 1875.

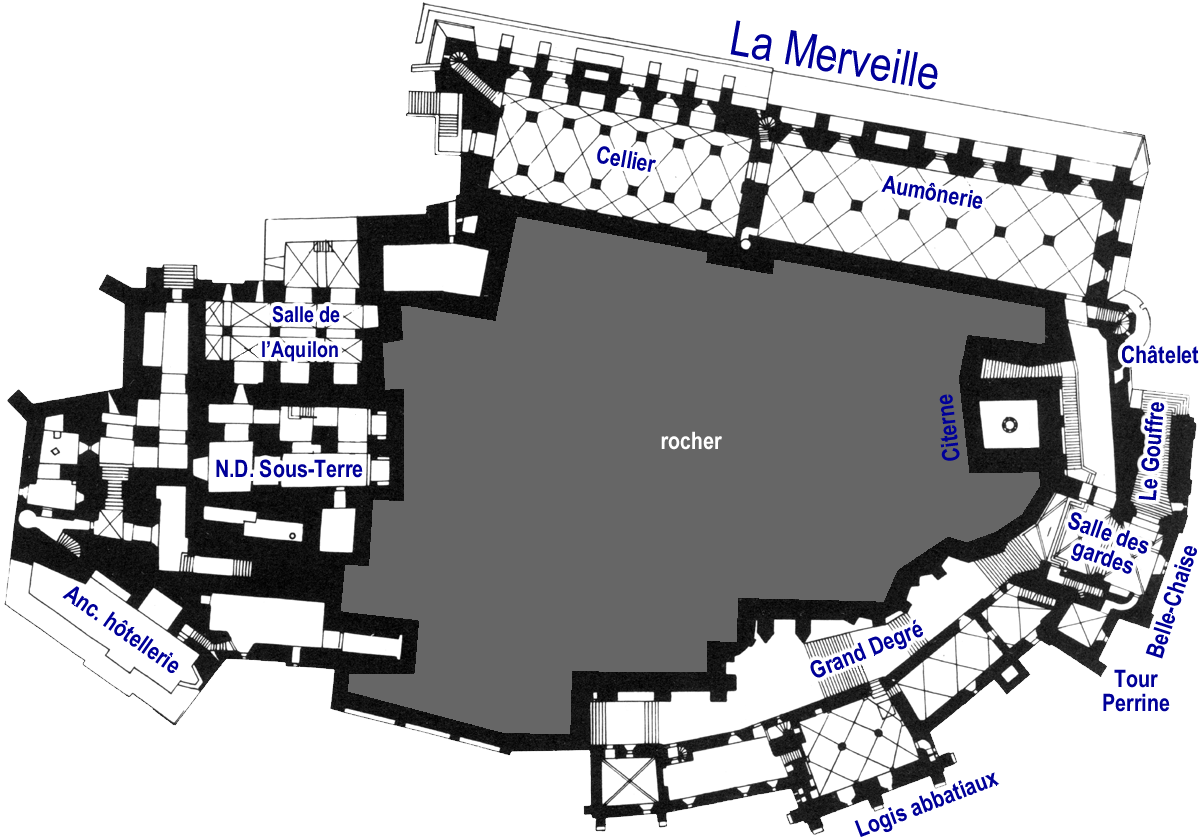
Pianta del primo livello (sala dell'Aquilone).

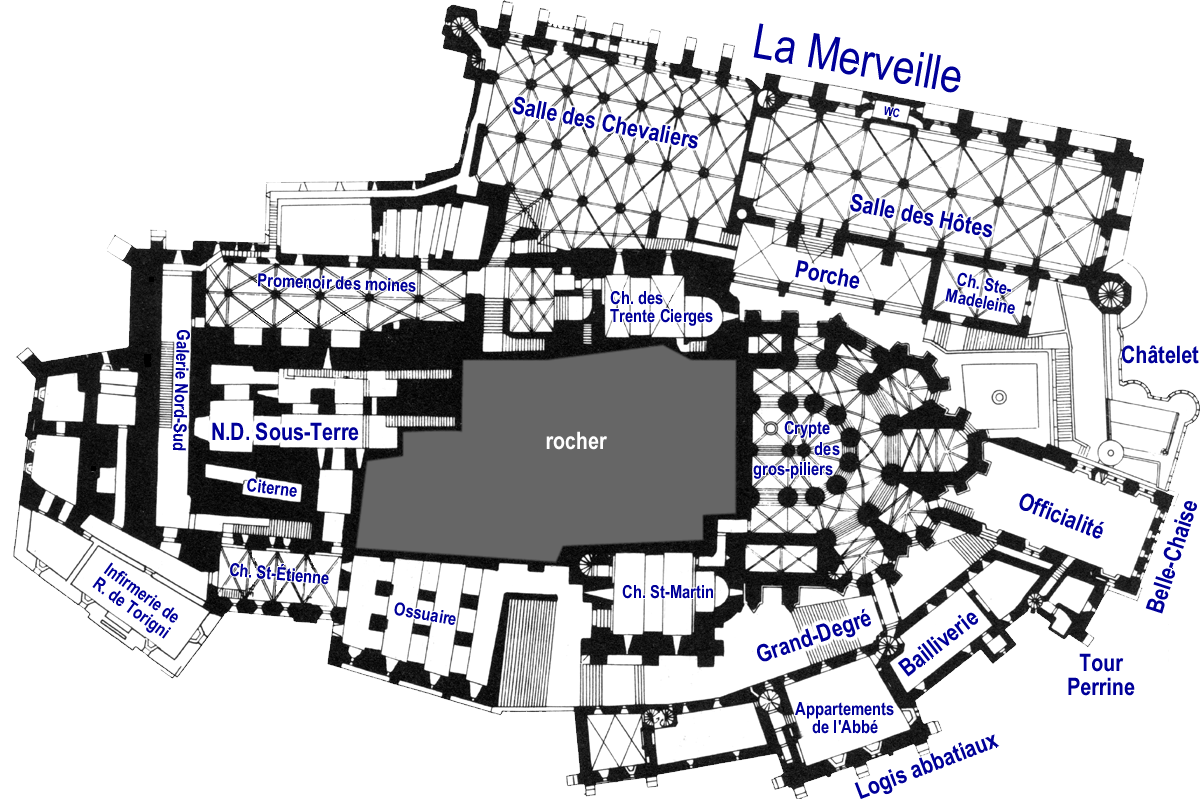
Pianta del secondo livello.

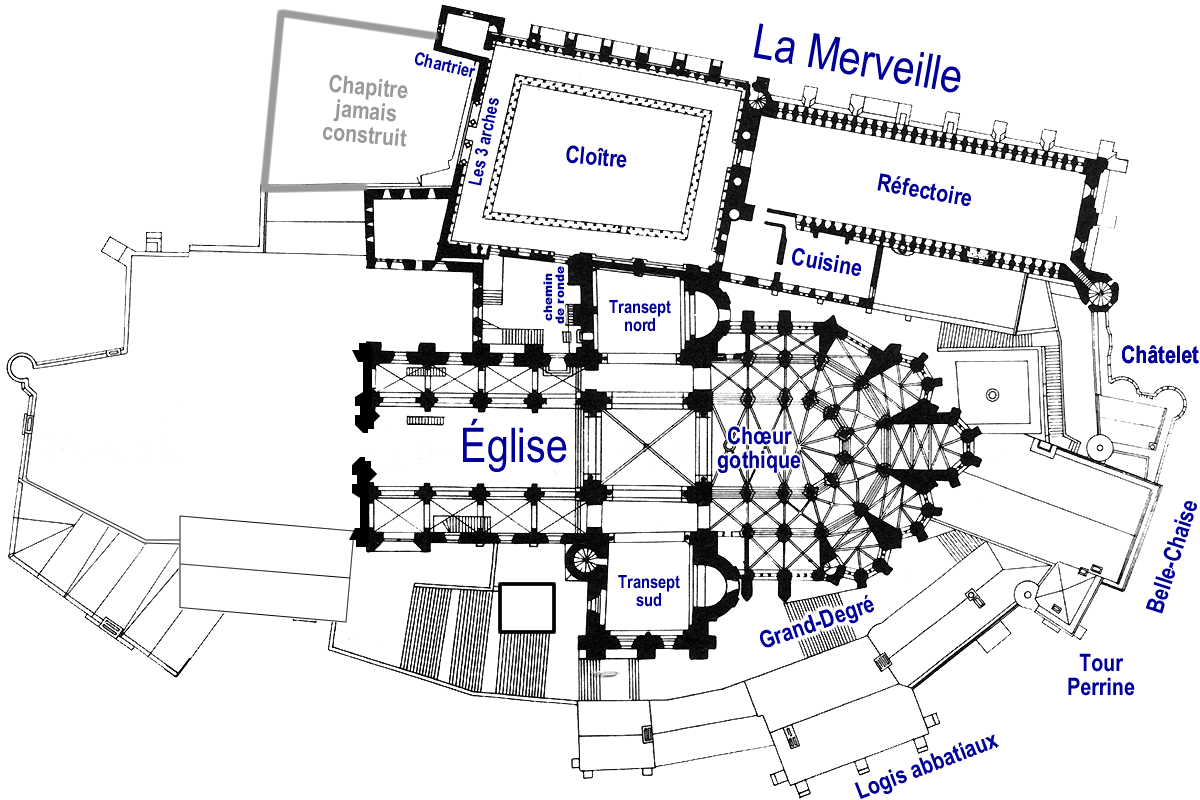
Pianta del terzo livello (chiesa abbaziale e chiostro della Merveille).

Nei pressi del Mont Saint-Michel, la foresta di Scissy, allora non ancora invasa dal mare, era sede di due tribù celtiche, che utilizzavano la roccia per i culti druidici. Secondo l'abate Gilles Deric, uno storico bretone del XVIII secolo, il santuario era dedicato a Beleno, il dio gallico del Sole (Mons vel tumba Beleni, ossia "Monte o tomba di Beleno").
Con l'arrivo dei Romani si vide la costruzione di nuove strade che percorrevano l'intera Armorica: una di queste, che collegava Dol a Fanafmers (Saint-Pair) passava ad ovest del Mons Belenus ("Monte Beleno"). Man mano che le acque avanzavano fu progressivamente spostata verso est, fino a fondersi con la via che passava per Avranches.
Il Cristianesimo fece la sua comparsa in Armorica intorno al IV secolo e un primo oratorio dedicato a Santo Stefano, il primo martire cristiano, sorse a mezza altezza del monte, a cui ne seguì un secondo in onore di San Sinforiano, primo martire dei Galli, ai piedi della roccia. Vegliavano sui luoghi degli eremiti, sotto la tutela del curato di Astériac (Beauvoir); il monaco irlandese San Colombano evangelizzatore d'Europa, attorno al 590 avrebbe pregato nell'oratorio di Santo Stefano nel cammino destinato a condurlo a Luxeuil ed infine a Bobbio.
Secondo la leggenda l'arcangelo Michele apparve nel 709 al vescovo di Avranches, sant'Oberto, chiedendo che gli fosse costruita una chiesa sulla roccia. Il vescovo ignorò tuttavia per due volte la richiesta finché san Michele non gli bruciò il cranio con un foro rotondo provocato dal tocco del suo dito, lasciandolo tuttavia in vita. Il cranio di Sant'Oberto con il foro è conservato nella cattedrale di Avranches, anche se recenti studi sul cranio hanno dimostrato che il foro è dovuto ad una cisti.
Venne quindi sistemato un primo oratorio in una grotta e la precedente denominazione di Mont-Tombe fu sostituita con quella già citata di Mont-Saint-Michel-au-péril-de-la-Mer.
I conti di Rouen, poi duchi di Normandia fecero sempre ricchi doni ai religiosi, che le precedenti incursioni dei Normanni avevano fatto fuggire. Il Mont Saint-Michel aveva inoltre acquisito valore strategico con l'annessione al Ducato di Normandia della penisola del Cotentin nel 933, venendosi a trovare al confine con il Ducato di Bretagna.
Il duca Riccardo I (943-996) nel corso dei suoi pellegrinaggi al santuario rimase indignato dal lassismo dei canonici, che delegavano il culto a clerici salariati, e ottenne dal papa Giovanni XIII una bolla che gli dava l'autorità di riportare l'ordine nel monastero e fondò una nuova abbazia benedettina nel 966, con monaci provenienti da Saint Wandrille (abbazia di Fontenelle).
La ricchezza e la potenza di questa abbazia e il suo prestigio come centro di pellegrinaggio durarono fino al periodo della riforma protestante. Un villaggio si sviluppò ai piedi del santuario per dare accoglienza ai pellegrini. L'abbazia continuò a ricevere doni dai duchi di Normandia e quindi dai re di Francia.
Durante la guerra dei cent'anni l'abbazia si fortificò contro gli inglesi con una nuova cinta muraria che circondò anche la cittadina sottostante.
A partire dal 1523 l'abate fu nominato direttamente dal re di Francia e fu spesso un laico che godeva delle rendite abbaziali. In seguito alle Guerre di religione il monastero si spopolò. Nel 1622 l'abbazia passò al ramo benedettino della Congregazione di San Mauro (Mauristi) che vi fondarono una scuola ma tralasciando la manutenzione degli edifici.
Nel 1791, in seguito alla Rivoluzione francese gli ultimi monaci furono cacciati dall'abbazia, che divenne una prigione: vi furono incarcerati a partire dal 1793 più di 300 sacerdoti che rifiutavano la nuova costituzione civile del clero.
Nel 1794 un dispositivo telegrafico ottico (sistema di Chappe), fu installato sulla sommità del campanile e il Mont-Saint-Michel fu inserito nella linea telegrafica tra Parigi e Brest.
L'architetto Eugène Viollet-le-Duc visitò la prigione nel 1835. In seguito alle proteste per la detenzione dei socialisti Martin Bernard, Armand Barbès e Auguste Blanqui. La prigione fu chiusa nel 1863 per decreto imperiale. L'abbazia passò quindi alla diocesi di Coutances. In occasione del millenario della fondazione, nel 1966, una piccola comunità monastica benedettina si è nuovamente insediata nell'abbazia, sostituita nel 2001 dalle Fraternità monastiche di Gerusalemme.

## Architettura

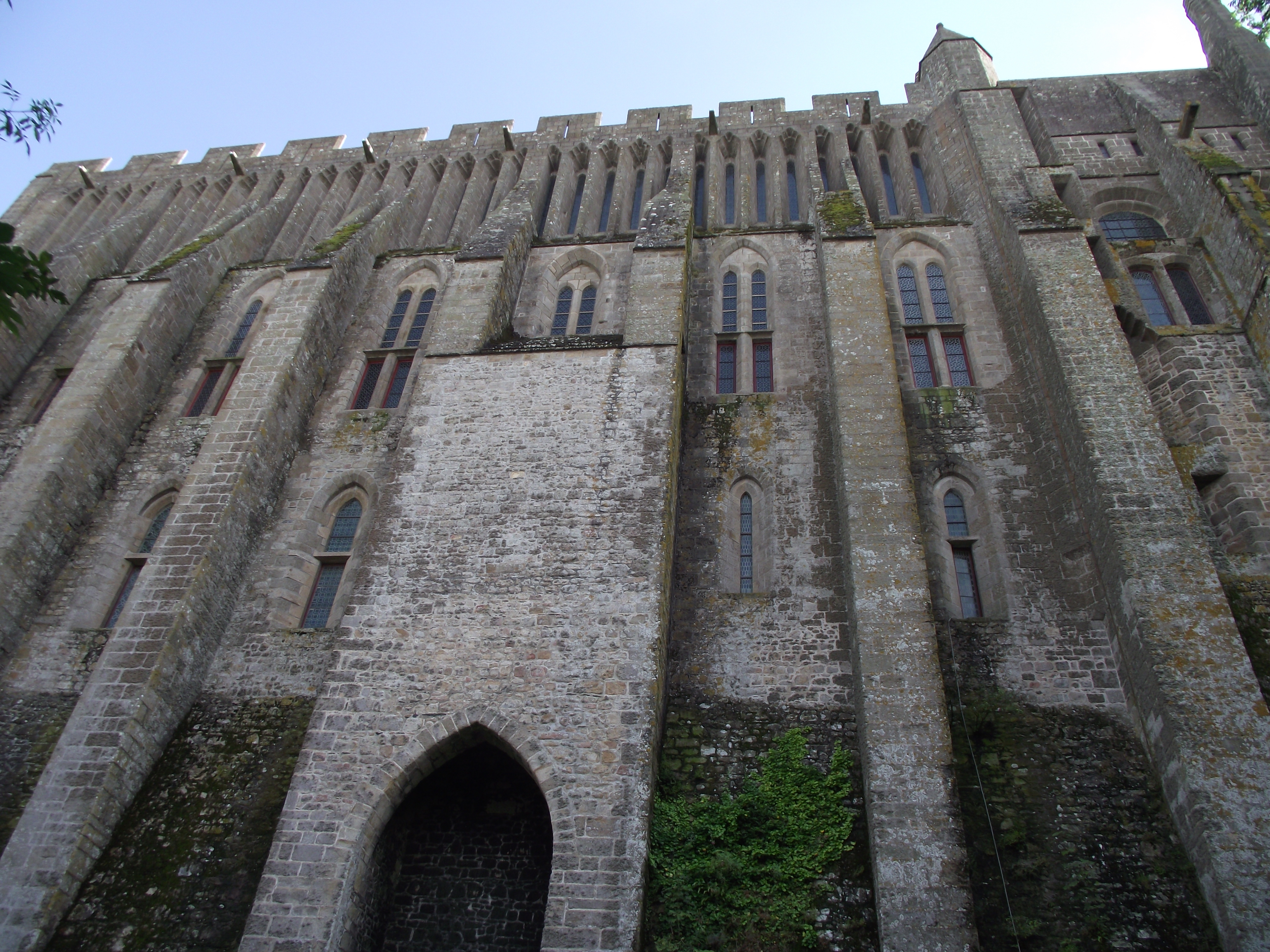
Veduta esterna della "Merveille".

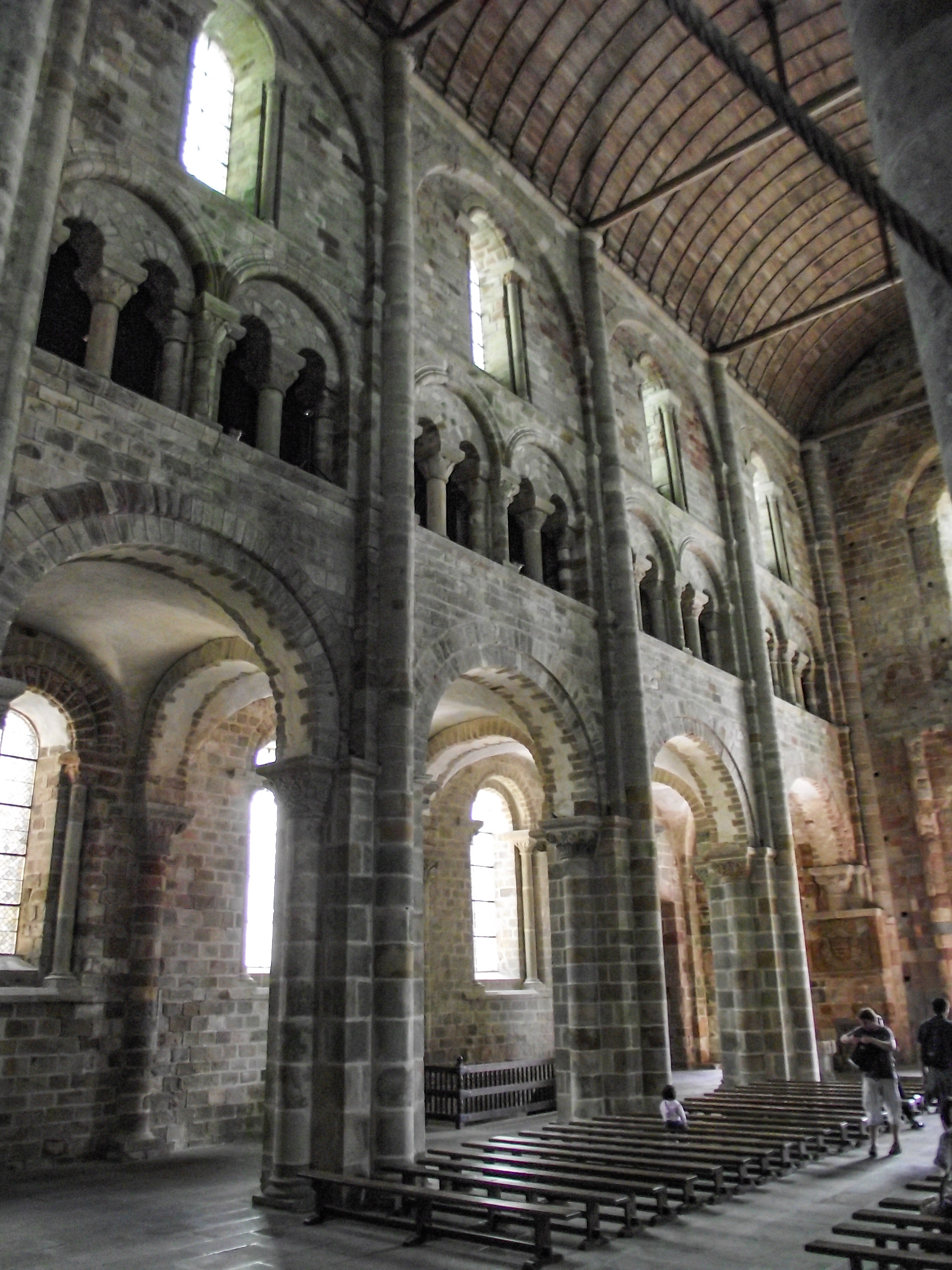
La navata romanica della chiesa.

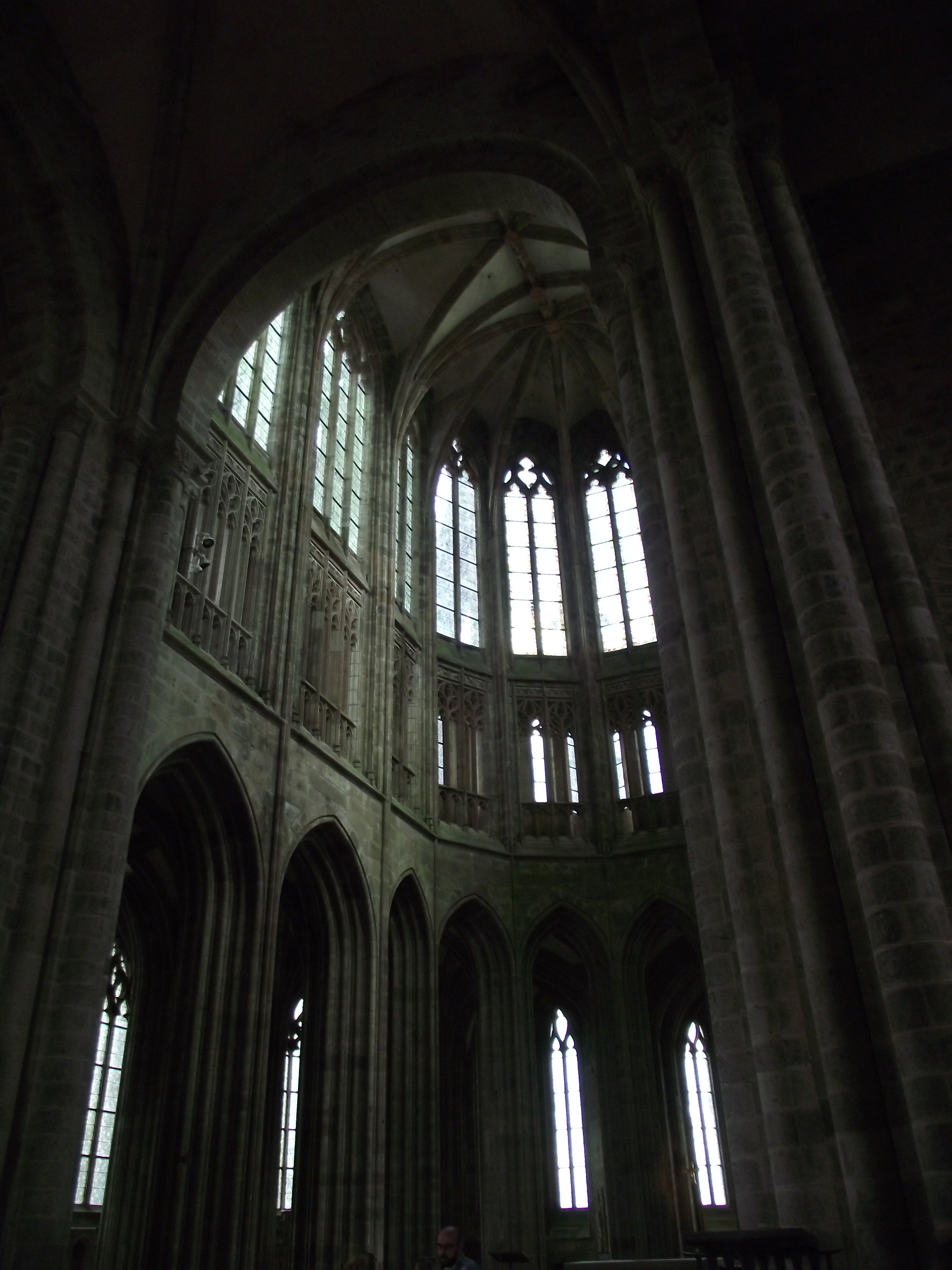
Il coro gotico-fiammeggiante.

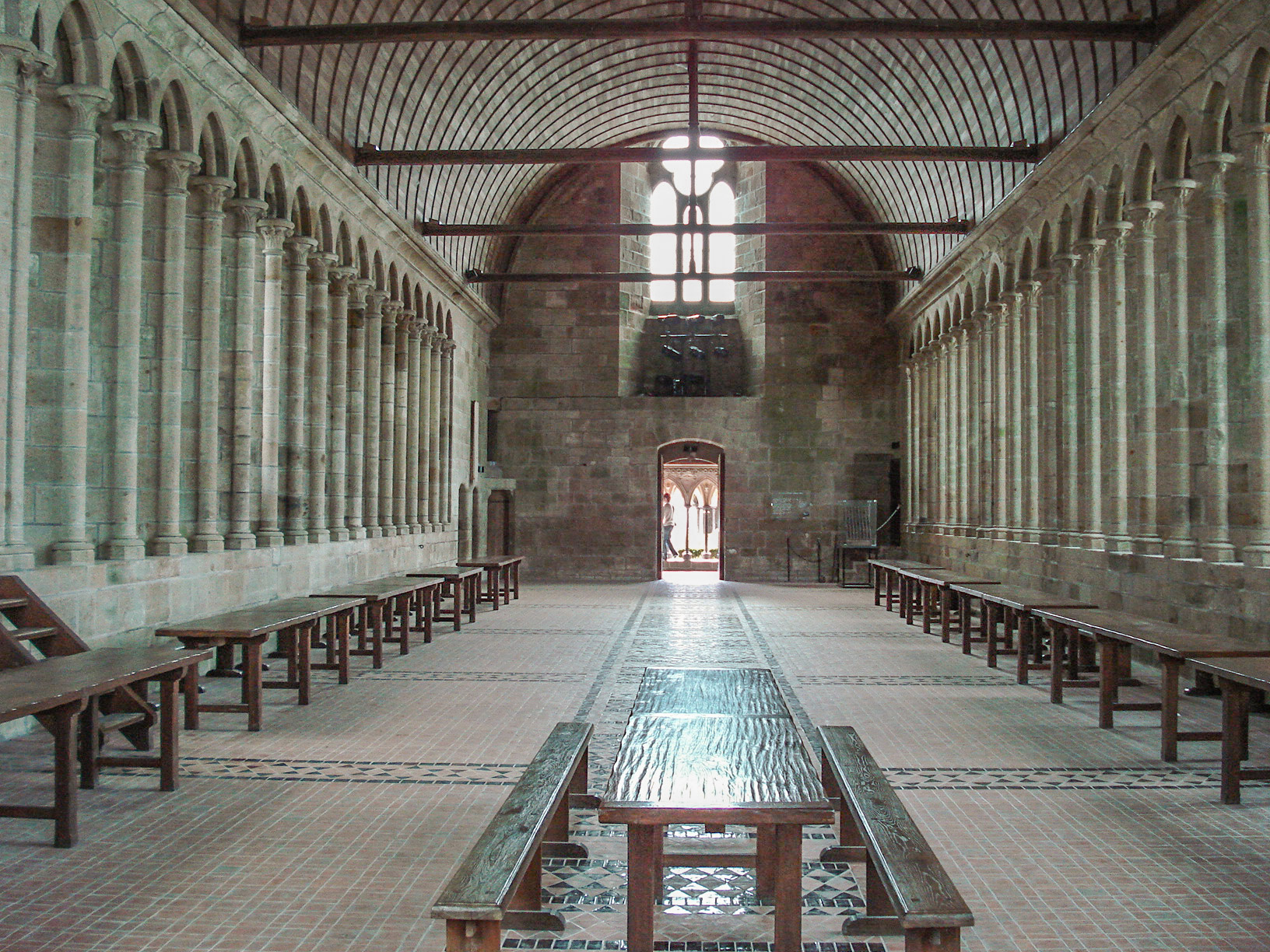
Il "Refettorio".

L'abbazia benedettina fu edificata a partire dal X secolo con parti che si sono sovrapposte le une alle altre negli stili che vanno dal carolingio al romanico al gotico e gotico fiammeggiante.
I diversi edifici necessari alle attività del monastero benedettino sono stati inseriti nello spazio angusto a disposizione.

### Notre-Dame Sous-Terre
La primitiva chiesa abbaziale, costruita al momento della fondazione benedettina nel 966, fu in seguito interamente inglobata nei successivi ingrandimenti dell'abbazia. Altre costruzioni abbaziali sorsero ad est della chiesa originaria, sulla sommità della roccia e ad un livello superiore.
Questa chiesa originaria arrivò ad essere del tutto dimenticata, fino alla riscoperta ad opera di scavi effettuati tra la fine del XIX e gli inizi del XX secolo. Oggi, restaurata, offre un esempio di architettura pre-romanica.

### Le costruzioni dell'XI secolo
A causa dell'intensificarsi dei pellegrinaggi si decise di ingrandire l'abbazia edificando una nuova chiesa al posto di altre costruzioni abbaziali, che furono spostate a nord della primitiva Notre-Dame-Sous-Terre.
La nuova chiesa aveva tre cripte, ossia la "cappella dei Trenta Ceri" (des Trente-Cierges) a nord, la "cripta del coro" (o "Cripta dei grandi pilastri") ad est e la "cappella di San Martino" (1031-1047) a sud.
L'edificazione della navata fu iniziata dall'abate Ranulph nel 1060.
Nel 1080 tre piani di edifici conventuali erano stati edificati al nord della chiesa primitiva, comprendendo la sala dell'Aquilone, che serviva per l'accoglienza dei pellegrini, la passeggiata dei monaci e il dormitorio. Furono inoltre iniziate l'elemosineria e la dispensa della futura Merveille. La chiesa primitiva di Notre-Dame-Sous-Terre, completamente inglobata nelle nuove costruzioni, era tuttavia ancora utilizzata per il culto.

### Le costruzioni del XII secolo
Le tre campate occidentali della navata della nuova chiesa, poco solidamente costruite, crollarono sugli edifici monastici nel 1103. La ricostruzione avvenne sotto l'abate Roger II (1115-1125).
L'abate Roberto di Torigni (1154-1186) fece edificare a ovest e sud-ovest un nuovo insieme di edifici monastici, che comprendevano nuovi alloggiamenti, un'infermeria e la cappella di Santo Stefano. Rimaneggiò inoltre i camminamenti che portavano a Notre-Dame-Sous-Terre con lo scopo di evitare i contatti tra monaci e pellegrini.

### Le costruzioni del XIII secolo
L'abate Raoul-des-Îles (1212-1218) iniziò la costruzione del complesso detto la Merveille ("Meraviglia"), situato immediatamente a nord della chiesa abbaziale. Infatti, edificò sulla cantina e sull'elemosineria di Roger II la Sala degli Ospiti (1215-1217) e la Sala dei Cavalieri o Scriptorium (1220-1225), e al terzo livello il Refettorio (1217-1220) e il Chiostro (1225-1228).
Sotto l'abate Richard Turstin (1236-1264) viene costruita ad est la Sala delle guardie, che diventerà il nuovo ingresso dell'abbazia, e una nuova Sala di Giustizia (Officialité, 1257), che costituiscono l'insieme della Belle-Chaise.
Mentre l'insieme della Merveille è esempio di integrazione funzionale, la Belle-Chaise e gli alloggiamenti integrano le funzioni amministrative dell'abbazia con le funzioni cultuali.

### Le costruzioni tra XIV e XVI secolo
Sotto l'abate Pierre Le Roy (1386-1410) si completarono le fortificazioni: verso il 1393 furono edificate le due torri del Châtelet e successivamente la Tour Perrine e la Bailliverie. Furono inoltre costruiti gli Appartamenti dell'abate.
Nel 1421 crollò il coro romanico della chiesa abbaziale, che venne ricostruito in due fasi (1446-1450 e 1499-1523) in stile Gotico fiammeggiante con deambulatorio a cappelle radiali ed enormi finestroni.

### Le costruzioni nel XVIII secolo
In seguito ad un incendio nel 1776 si decise di demolire le tre campate occidentali della chiesa abbaziale e nel 1780 fu edificata la nuova facciata neoclassica, le cui fondazioni tagliarono a metà la sottostante chiesa primitiva di Notre-Dame-Sous-Terre.

### I restauri del XIX e XX secolo
Nel 1817, a causa delle numerose modifiche eseguite dall'amministrazione penitenziaria per ospitare i laboratori per i carcerati, crollò una parte delle costruzioni elevate sotto l'abate Roberto di Torigni (1154-1186).
Dopo la classificazione dell'abbazia come monumento storico nel 1874 furono effettuati da Corroyer i primi urgenti lavori di consolidamento e restauro.
Nel 1896 fu costruita sopra la chiesa una guglia con la celebre statua dorata di San Michele, che raggiunge i 170 m sul livello del mare. Nel 1898 gli scavi di Gout sotto il pavimento della chiesa portano alla riscoperta di Notre-Dame-Sous-Terre, che verrà resa agibile nel 1959 per mezzo dell'inserimento di una struttura di sostegno in cemento precompresso che sostiene la chiesa superiore, ad opera dell'architetto Froidevaux.

### La chiesa abbaziale

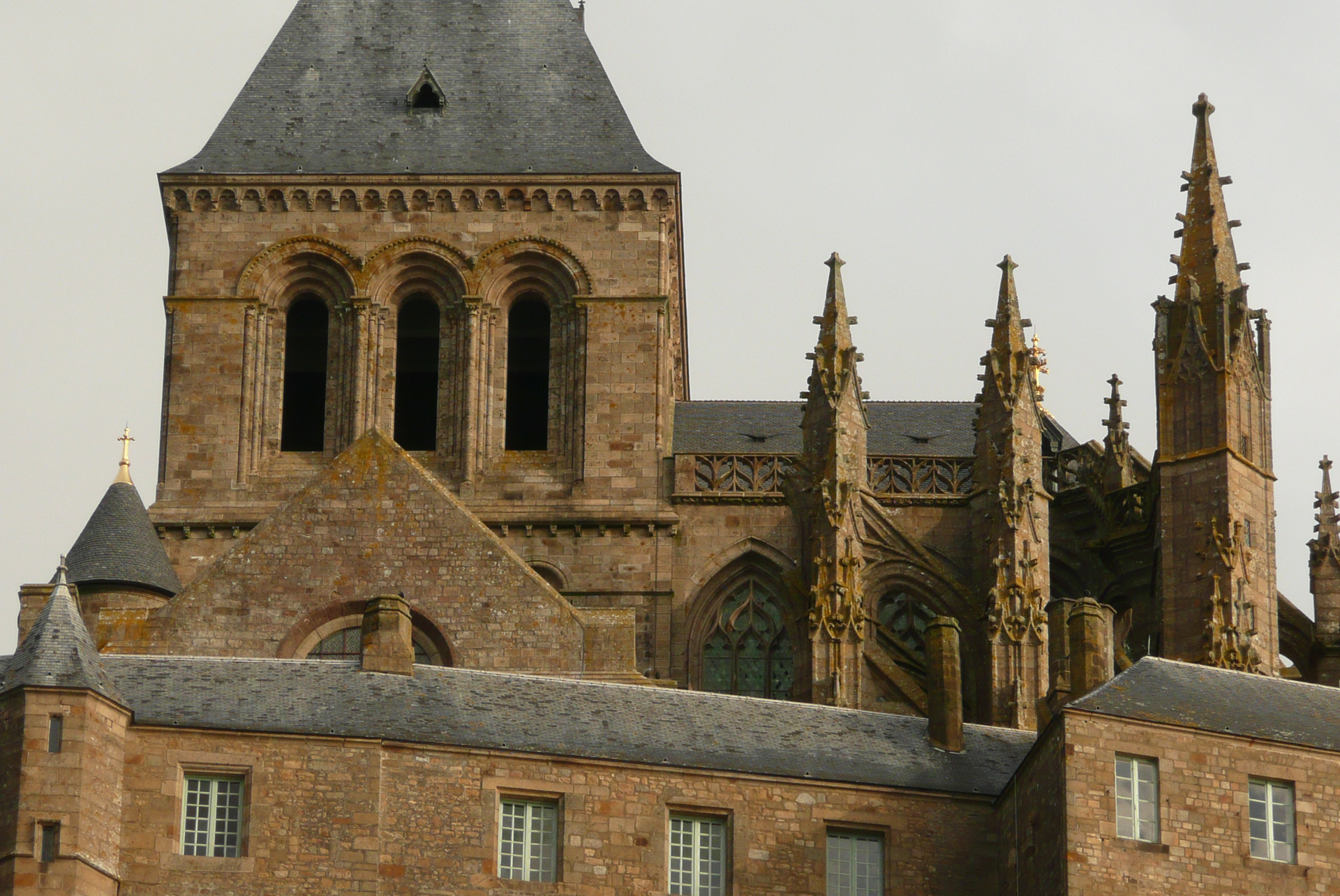
La torre romanica e le guglie gotiche

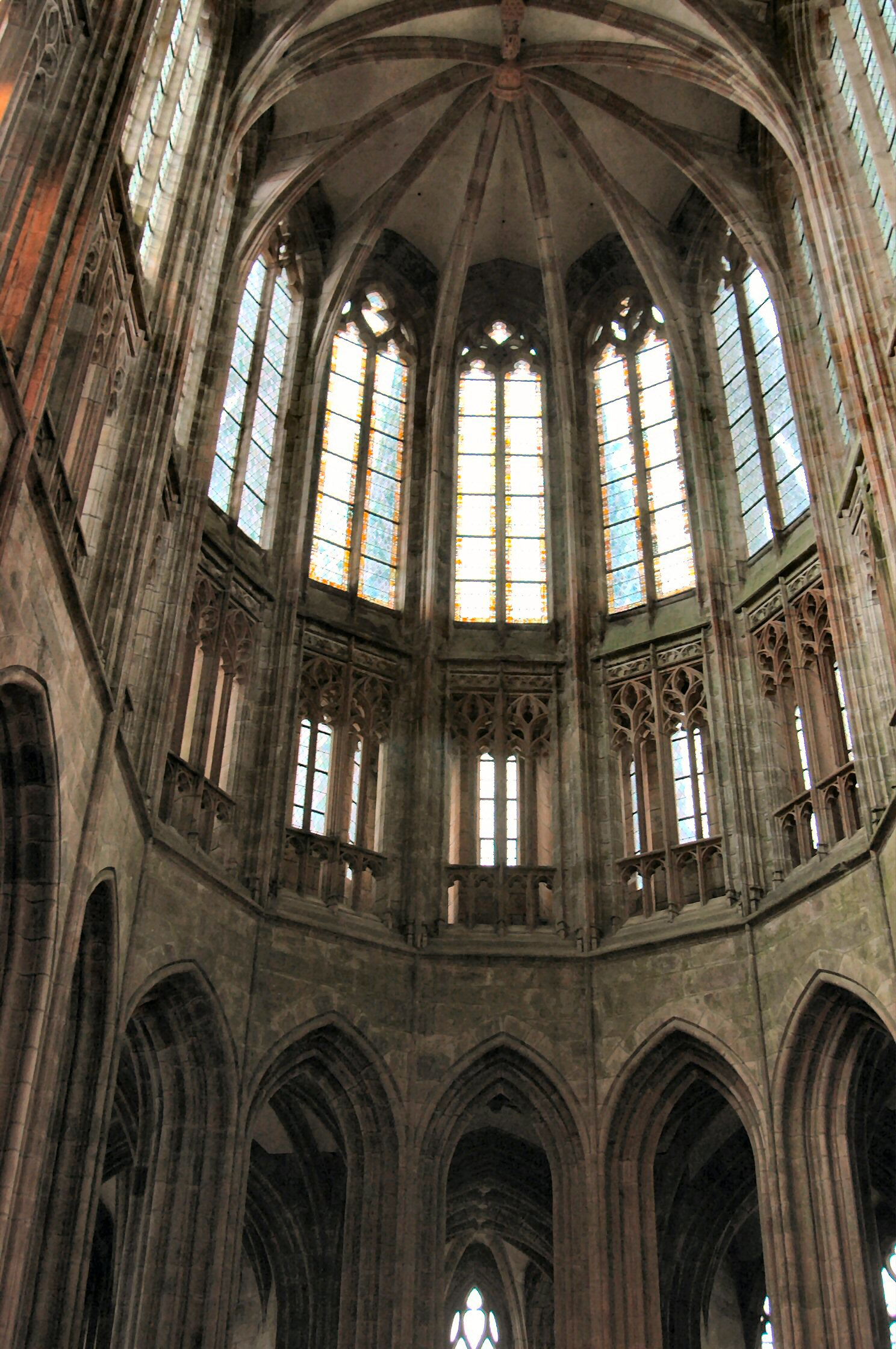
Interno del coro

Al terzo livello, si trova la chiesa abbaziale, dedicata all'arcangelo Michele.

#### Esterno
La architettura neoclassica facciata a salienti della chiesa è preceduta da un ampio sagrato. Essa è suddivisa in due fasce orizzontali da un cornicione sorretto da sei semicolonne con capitelli compositi. Nella fascia inferiore, si aprono i tre portali, dei quali quello centrale è più grande rispetto agli altri. La fascia superiore, invece, presenta un grande finestrone ad arco. Il timpano è anch'esso sorretto da quattro semicolonne con capitelli d'ordine composti.
All'incrocio fra la navata e il transetto, si eleva la torre campanaria a pianta quadrata; essa è sormontata dalla guglia ottocentesca, con la statua dorata di San Michele, posta a 170 metri di altezza.
All'esterno dell'abside, si notano le tante guglie e gli archi rampanti gotici.

#### Interno
L'interno della chiesa abbaziale è a croce latina, con aula e transetto romanici e abside in stile gotico fiammeggiante.
L'aula è composta da tre navate, una centrale, coperta con volta a botte lignea, e due laterali gemelle, più strette e più basse rispetto alla centrale, di quattro campate ciascuna e coperte con volta a crociera. La navata maggiore possiede, tra gli archi a tutto sesto che la dividono dalle altre due navate e le grandi monofore del cleristorio, un matroneo che si apre sulla navata con bifore.
Il transetto è composto da tre campate con volta a crociera, delle quali quella centrale si innesta nella navata centrale. Ognuna delle due campate laterali possiede un'abside semicircolare, con semplice altare in pietra.
L'abside quattrocentesca, con matroneo e deambulatorio con cappelle radiali, è in stile gotico fiammeggiante. Al centro, si trova l'altare maggiore, composto dalla mensa sorretta da due pilastri in blocchi di pietra grigia.
Nel braccio destro del transetto, si trova l'organo a canne, costruito dalla ditta organaria francese Beuchet-Debierre nel 1965. Lo strumento, a trasmissione elettrica, ha 23 registri distribuiti su due tastiere, di 58 note ciascuna, e pedaliera concavo-radiale di 32.

## Il culto micaelico
Il culto dell'Arcangelo Michele si sviluppò intorno al V secolo entro un contesto di religiosità arcaica, in cui trovava grande seguito la venerazione di quei santi percepiti come affini alle divinità di ascendenza norrena della tradizione longobarda e ha fatto di Mont Saint-Michel una delle principali mete di pellegrinaggio della cristianità nei secoli. Esso è infatti uno dei maggiori luoghi di culto europei intitolati all'Arcangelo Michele, insieme all'analoga abbazia inglese di St. Micheal’s Mount in Cornovaglia, alla celebre Sacra di San Michele in val di Susa e al Santuario di San Michele Arcangelo sul Gargano.

## Simboli

Lo stemma dell'abbazia

## Galleria d'immagini

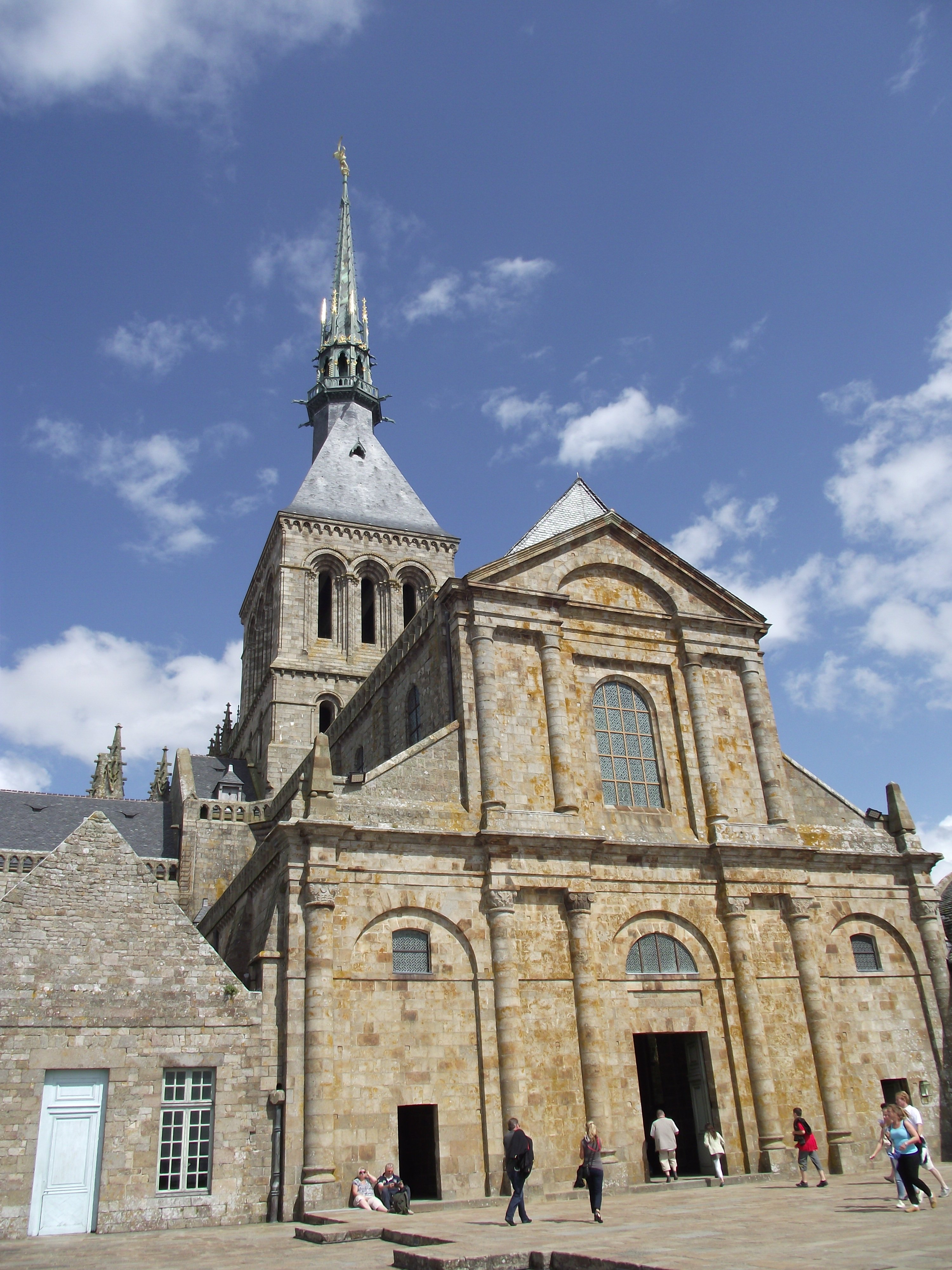
La facciata del 1776-78.
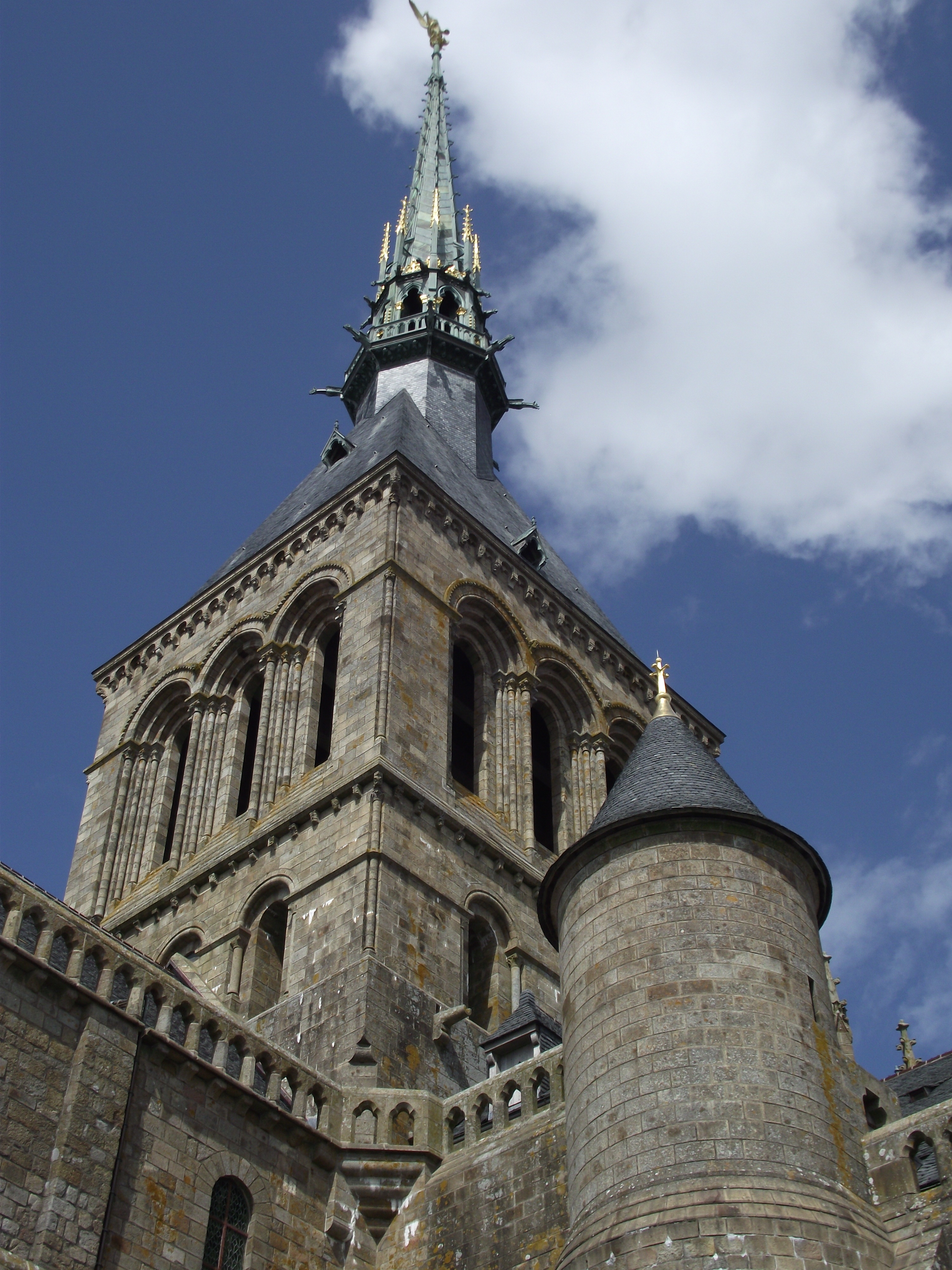
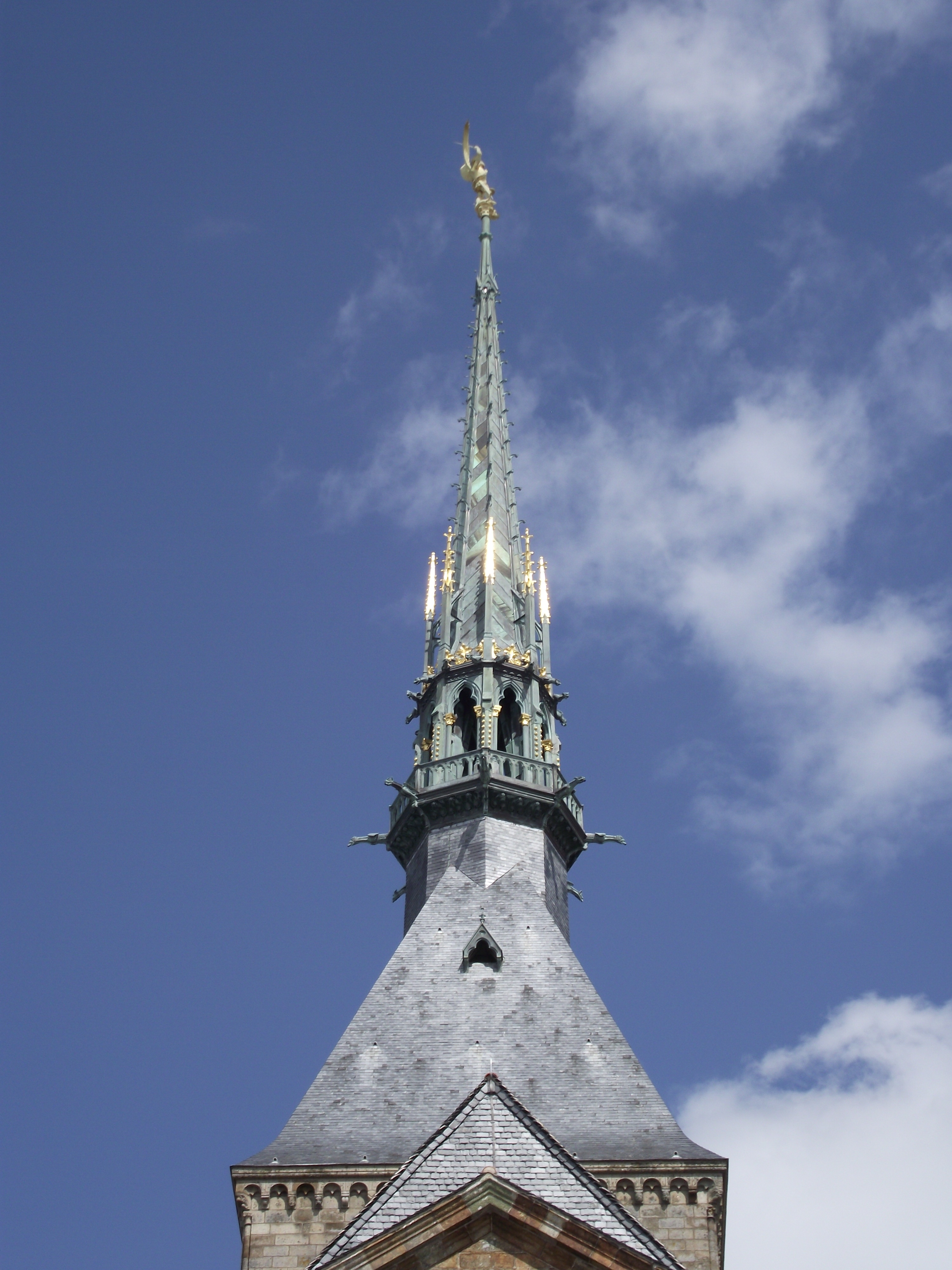
La guglia del 1896.
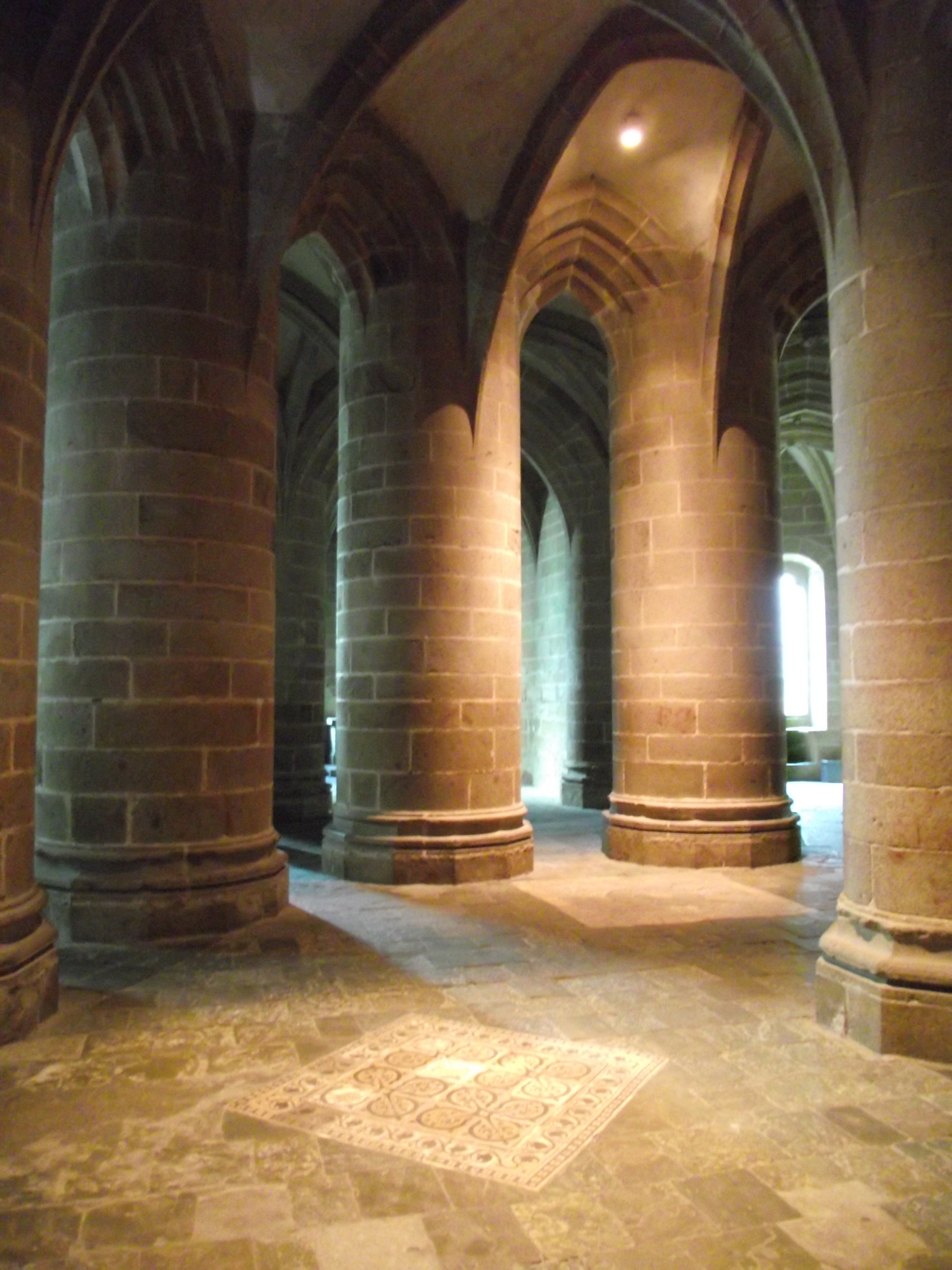
La cripta dei "Gros Piliers".
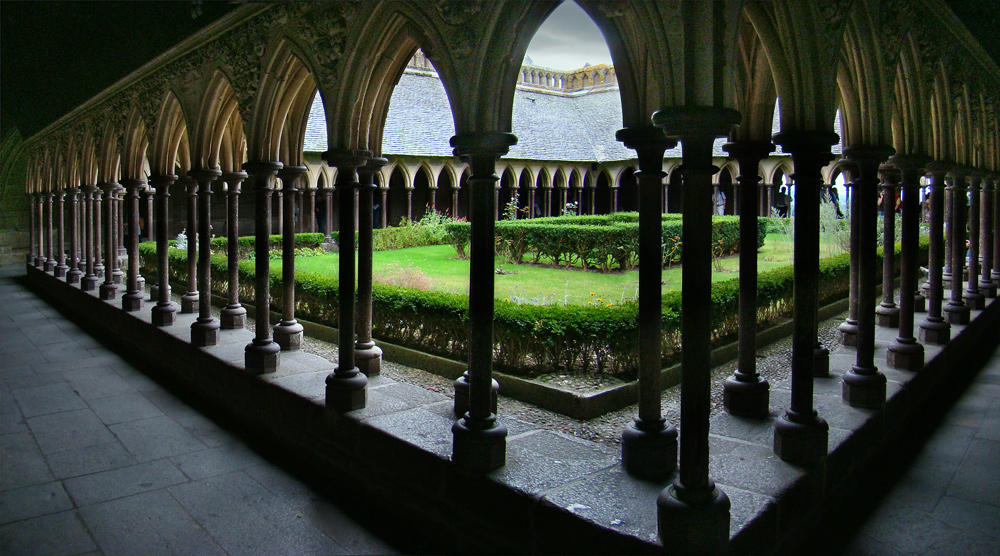
Il chiostro.
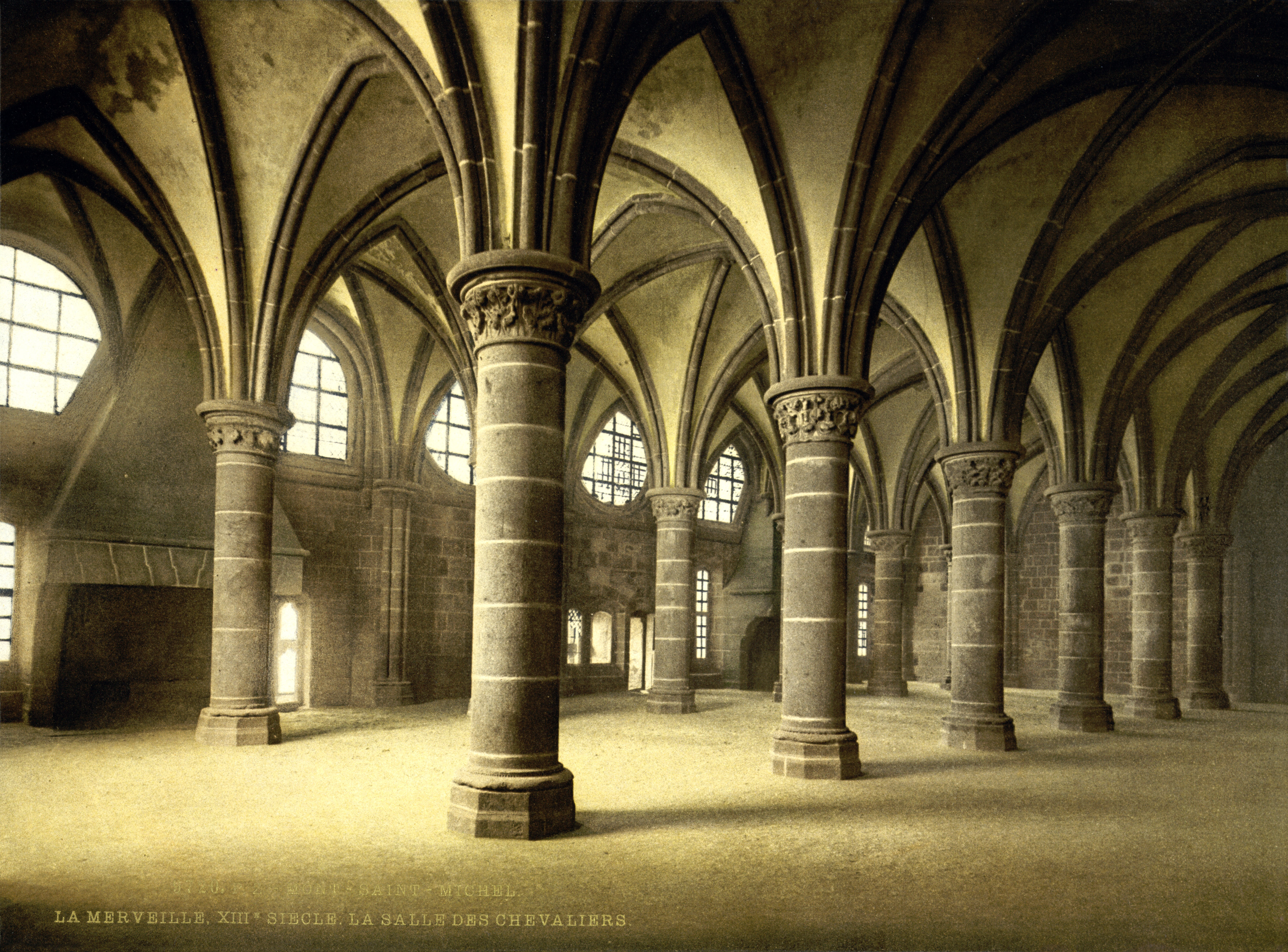
La sala dei Cavalieri.
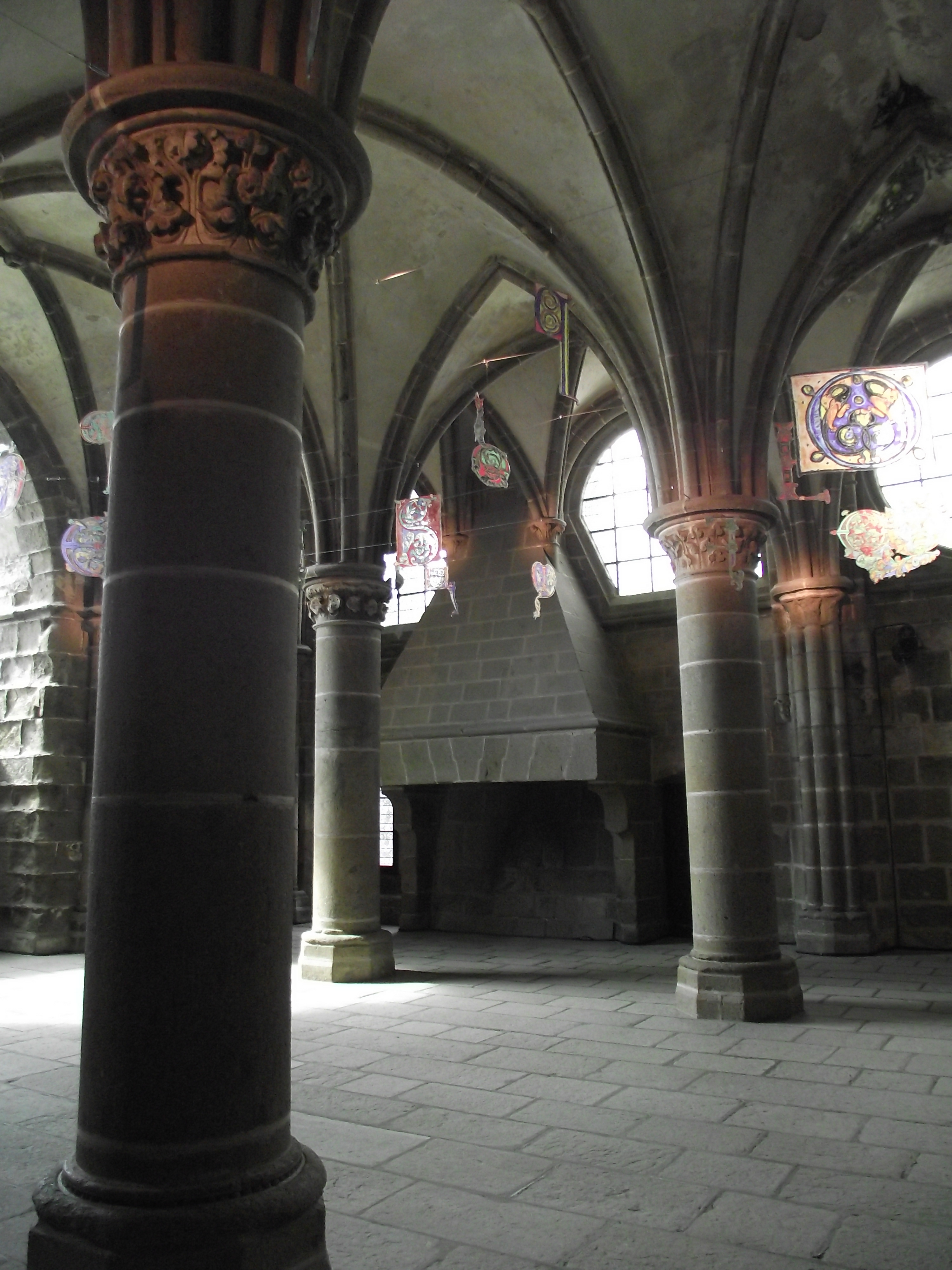
La sala dei Cavalieri.
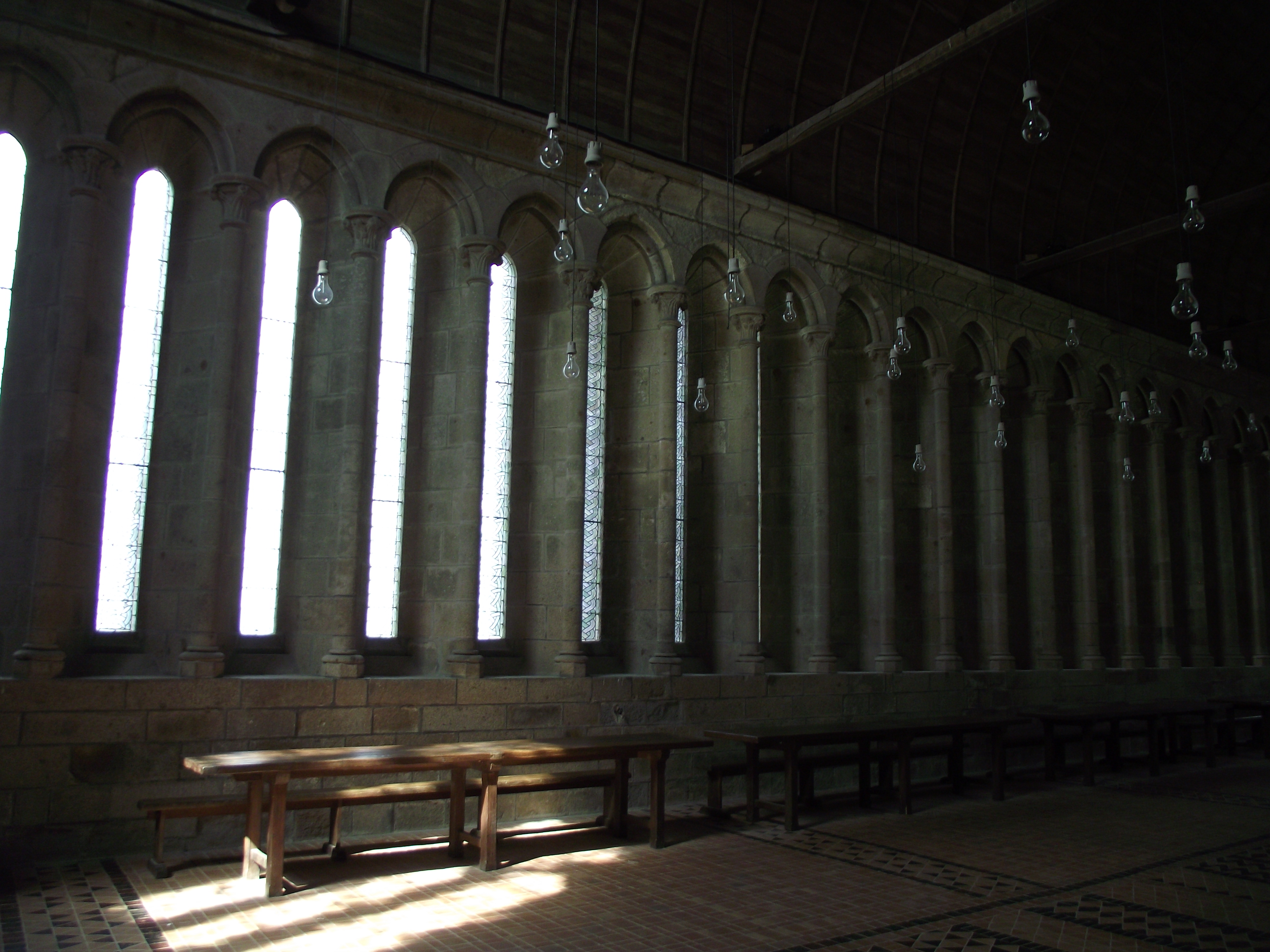
Veduta del refettorio.
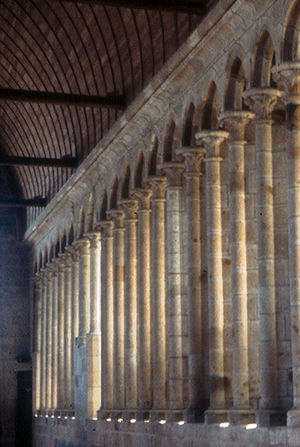
La parete finestrata del refettorio.
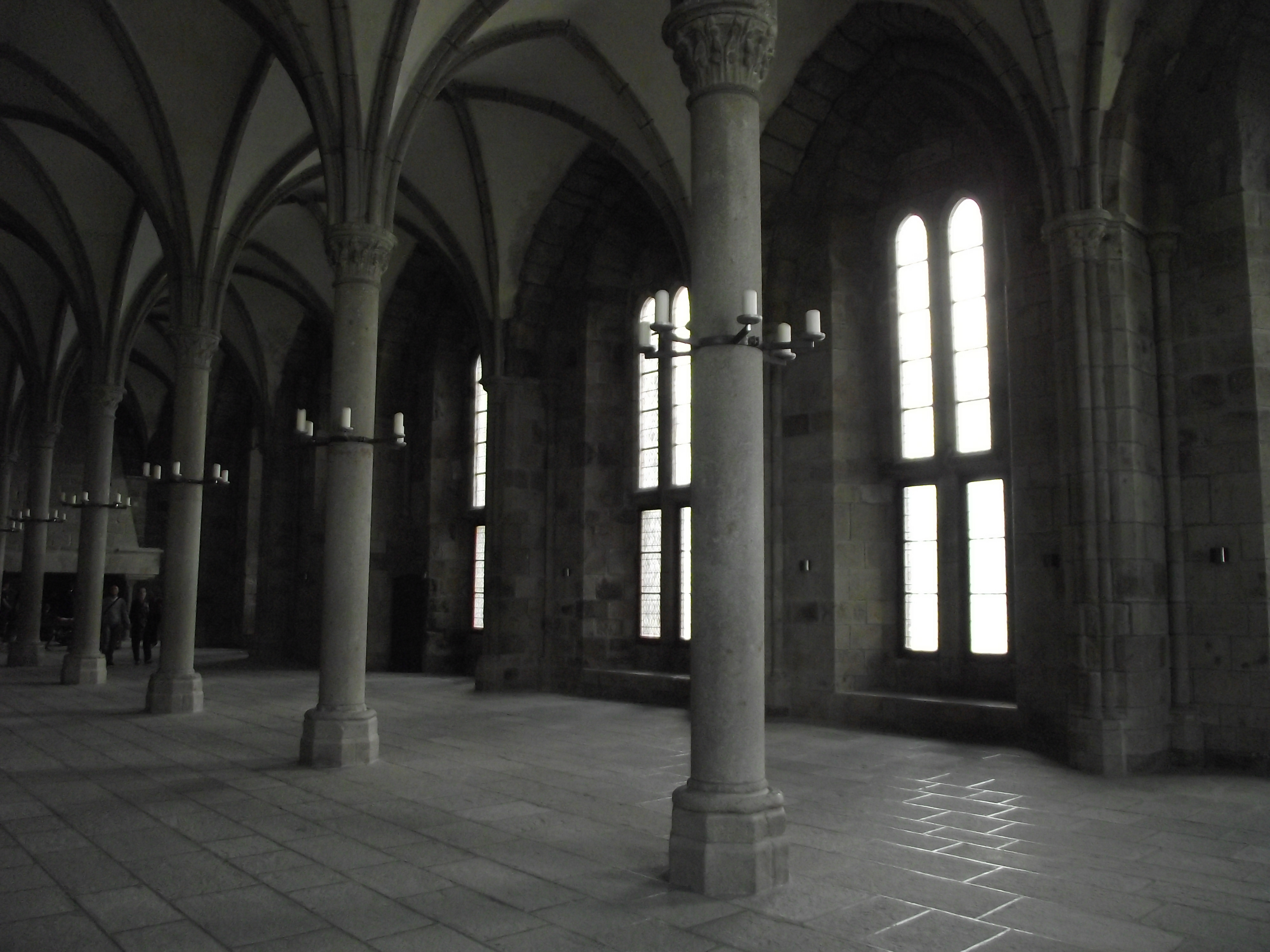
La sala degli Ospiti.
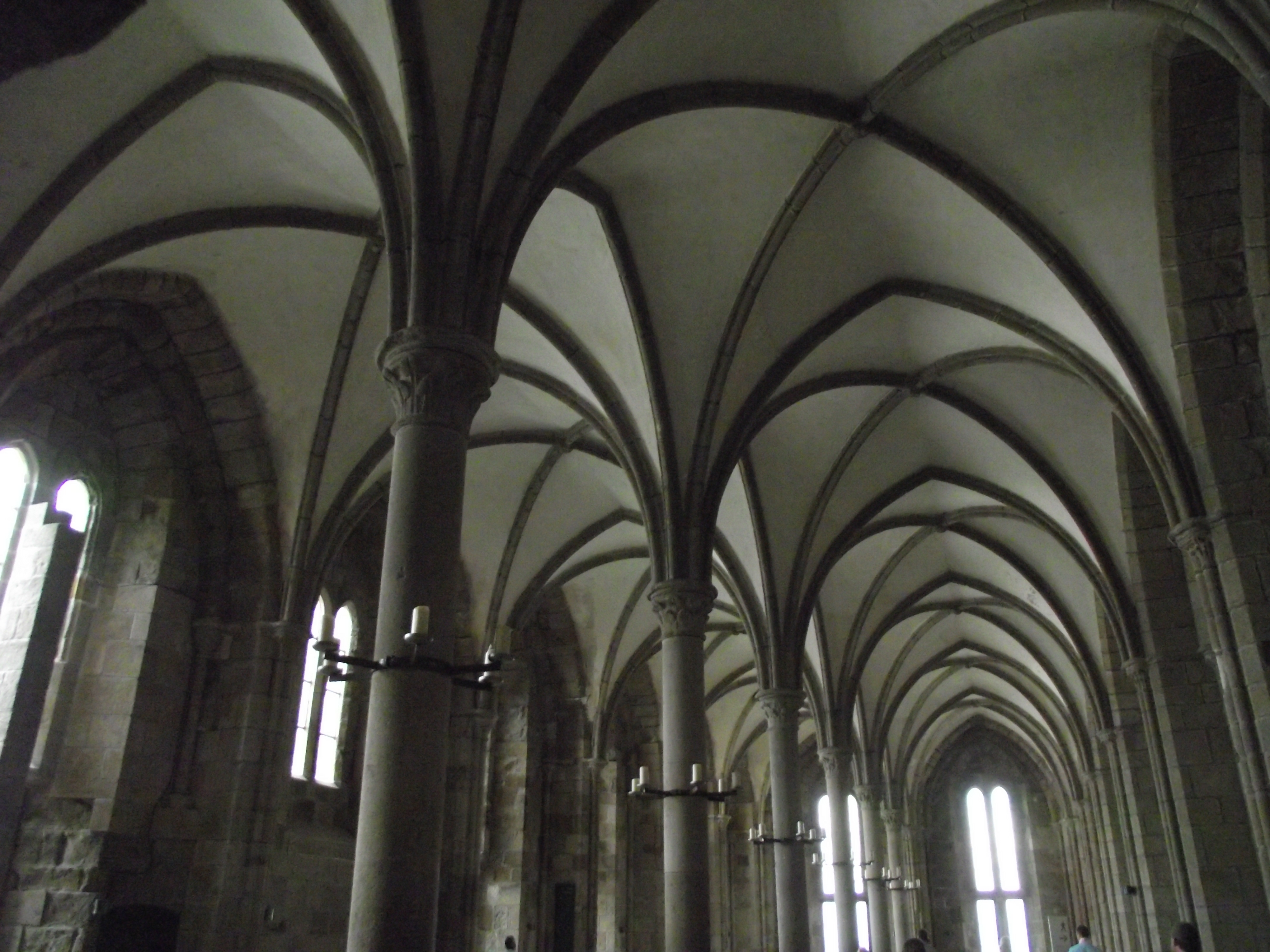
La sala degli Ospiti.

## Abati di Mont Saint-Michel
- 966 - 991: Mainardo I, già abate di Saint-Wandrille de Fontenelle;
- 991 - 1009: Mainardo II, nipote del precedente, già priore di Saint-Wandrille de Fontenelle.
- 1009 - 1017: Idelberto I, designato dal predecessore
- 1017 - 1023: Idelberto II, nipote del precedente
- 1024 - 1031: Almod
- 1031 - 1033: Teodorico
- 1033 - 1048: Suppone, già abate di Fruttuaria, fratello del precedente e nipote di Guglielmo da Volpiano, abate di Fécamp
- 1048 - 1060: Raoul di Beaumont, monaco dell'abbazia di Fécamp
- 1063 - 1085: Ranolfo di Bayeux
- 1085 - 1102: Ruggero I, monaco di Caen, già cappellano di Guglielmo il Conquistatore
- 1106 - 1122: Ruggero II, già priore di Jumièges
- 1125 - 1131: Richard de Mère
- 1131 - 1149: Bernard du Bec
- 1149 - 1150: Goffredo
- 1151 - 1152: Richard de La Mouche
- 1152 - 1154: Robert Hardy
- 1154 - 1186: Roberto di Torigni, detto «Robert du Mont»
- 1186 - 1191: Martin de Furmendi
- 1191 - 1212: Jordan du Mont
- 1212 - 1218: Raoul des Isles
- 1218 - 1223: Thomas des Chambres
- 1225 - 1236: Raoul de Villedieu
- 1236 - 1264: Richard Turstin
- 1264 - 1271: Nicolas Alexandre
- 1271 - 1279: Nicolas-François Faingot, già priore
- 1279 - 1280: Raoul de Torigni
- 1280 - 1298: Jean Le Faë
- 1299 - 1314: Guillaume du Château
- 1314 - 1334: Jean de La Porte
- 1334 - 1362: Nicolas Le Vitrier, già priore
- 1363 - 1386: Geoffroy de Servon, già priore
- 1386 - 1410: Pierre Le Roy, già abate di Saint-Taurin d'Evreux e abate di Lessay
- 1410 - 1444: Robert Jollivet
- 1444 - 1483: Guillaume d'Estouteville
- 1483 - 1499: André Laure
- 1499 - 1510: Guillaume de Lamps
- 1510 - 1513: Guérin Laure
- 1515 - 1523: Jean de Lamps
- 1524 - 1543: Jean Le Veneur
- 1543 - 1558: Jacques d'Annebaut
- 1558 - 1570: François Le Roux d'Anort
- 1570 - 1587: Arthur de Cossé-Brissac
- 1588 - 1615: François de Joyeuse
- 1615 - 1641: Enrico di Lorena, duca di Guisa
- 1641 - 1643: Jean Ruzé d'Effiat
- 1644 - 1670: Jacques de Souvré
- 1670 - 1703: Étienne Texier d'Hautefeuille
- 1703 - 1718: Jean-Frédéric Karq de Bebembourg
- 1721 - 1766: Charles-Maurice de Broglie
- 1766 - 1769: Étienne-Charles de Loménie de Brienne
- 1788 - 1791: Louis-Joseph de Montmorency-Laval